# Jonathan Aberdein
Jonathan Aberdein  (Fokváros, 1998. február 14.–) dél-afrikai autóversenyző.

## Magánélete
Édesapja, Chris Aberdein szintén autóversenyző volt, aki az 1990-es években versenyzett különböző dél-afrikai túraautó bajnokságokban.

## Pályafutása

### Kezdeti évek: 2013–2015
Aberdein versenyzői pályafutását 2013-ban kezdte meg. Jelentősebb eredményt 2015-ben ért el: a ROK-kupa Senior kategóriájában a 6. helyen végzett.

### Az első sikerek a Formula–4-es és Formula–3-as bajnokságokban: 2016–2018
A 2016-os év során az ADAC Formula–4-bajnokságban versenyzett a Motopark csapat színeiben. A szezon során egy dobogós helyezést szerzett és többször is pontszerző helyen ért célba, ez a teljesítménnyel a 14. pozícióig jutott a tabellán. Az Arab Formula–4-bajnokságban is megmérettette magát. 14 győzelemmel és 368 ponttal megnyerte a bajnokságot. 2017-ben ismét a Német Formula–4-es szériában versenyzett. 4 alkalommal állhatott fel a dobogóra és a szezon során 94 pontot szerzett, ezzel a 9. helyen végzett az év végén. 2018-ban a Formula–3 Európa-bajnokság futamain vett részt. Az évad során 3 dobogós helyet és 108 pontot gyűjtött össze, így a 12. helyen zárta az évet.

### A sportautózás világa: 2019–
2019-ben bejelentették, hogy Aberdein a Német túraautó-bajnokságban folytatja pályafutását az Audi partnereként ismert, DTM-ben újonc Team WRT versenyzőjeként. Szezonbeli legjobb eredményei Assenben és a Nürburgringen szerzett negyedik helyek voltak. Összetettben a 10. lett 67 ponttal.
2020 februárjában nyilvánosságra hozták, hogy márkát vált a 2020-as idényre. A másik nagy gyártóhoz, a BMW-hez igazolt a Racing Bart Mampaey, vagyis a Team RMR csapathoz. Az évben ismét egy negyedik pozíciója volt a legjobb futamon, amelyet a belgiumi Zolderben szerzett október 17-én. A végelszámolásban 11. lett 62 egységgel. 
2021 februárjában a United Autosports bejelentette leigazolását az európai Le Mans-szériába. Részt vett a 2021-es Le Mans-i 24 órás versenyen, ahol egyik csapattársa ütközött a testvérautóval, így feladni kényszerültek a viadalt. 

## Eredményei

### Karrier összefoglaló
| Év      | Bajnokság                  | Csapat              | Verseny | Győzelem | Pole | Leggyorsabb kör | Dobogó | Pont | Helyezés |
| ------- | -------------------------- | ------------------- | ------- | -------- | ---- | --------------- | ------ | ---- | -------- |
| 2016    | ADAC Formula–4-bajnokság   | Motopark            | 24      | 0        | 0    | 0               | 1      | 49   | 14.      |
| 2016–17 | Arab Formula–4-bajnokság   | Motopark            | 18      | 14       | 18   | 14              | 16     | 368  | 1.       |
| 2017    | ADAC Formula–4-bajnokság   | Motopark            | 21      | 0        | 0    | 2               | 4      | 94   | 9.       |
| 2018    | Formula–3 Európa-bajnokság | Motopark            | 30      | 0        | 0    | 1               | 3      | 102  | 12.      |
| 2019    | DTM                        | Audi Sport Team WRT | 18      | 0        | 0    | 0               | 0      | 67   | 10.      |
| 2020    | DTM                        | Team RMR            | 18      | 0        | 0    | 0               | 0      | 62   | 11.      |
| 2021    | Európai Le Mans-széria     | United Autosports   | 6       | 1        | 0    | 1               | 4      | 86   | 2.       |

*  A szezon jelenleg is zajlik.

### Teljes Formula–3 Európa-bajnokság eredménysorozata
(Táblázat értelmezése)

(Félkövér: pole-pozícióból indult; dőlt: leggyorsabb kört futott) 

| Év   | Csapat   | Motor      | 1        | 2        | 3       | 4        | 5        | 6       | 7        | 8        | 9        | 10      | 11       | 12      | 13       | 14      | 15      | 16      | 17      | 18    | 19       | 20       | 21       | 22      | 23      | 24       | 25      | 26      | 27    | 28       | 29       | 30      | Helyezés | Pont |
| ---- | -------- | ---------- | -------- | -------- | ------- | -------- | -------- | ------- | -------- | -------- | -------- | ------- | -------- | ------- | -------- | ------- | ------- | ------- | ------- | ----- | -------- | -------- | -------- | ------- | ------- | -------- | ------- | ------- | ----- | -------- | -------- | ------- | -------- | ---- |
| 2018 | Motopark | Volkswagen | PAU 1 12 | PAU 2 19 | PAU 3 8 | HUN 1 17 | HUN 2 14 | HUN 3 8 | NOR 1 16 | NOR 2 14 | NOR 3 Ki | ZAN 1 7 | ZAN 2 11 | ZAN 3 8 | SPA 1 Ki | SPA 2 9 | SPA 3 7 | SIL 1 5 | SIL 2 3 | SIL 3 | MIS 1 10 | MIS 2 14 | MIS 3 11 | NÜR 1 9 | NÜR 2 7 | NÜR 3 12 | RBR 1 7 | RBR 2 6 | RBR 3 | HOC 1 16 | HOC 2 11 | HOC 3 7 | 12.      | 108  |

### Teljes DTM eredménylistája
| Év   | Csapat              | 1        | 2        | 3        | 4        | 5        | 6       | 7        | 8        | 9        | 10      | 11      | 12       | 13       | 14       | 15      | 16       | 17       | 18       | Helyezés | Pont |
| ---- | ------------------- | -------- | -------- | -------- | -------- | -------- | ------- | -------- | -------- | -------- | ------- | ------- | -------- | -------- | -------- | ------- | -------- | -------- | -------- | -------- | ---- |
| 2019 | Audi Sport Team WRT | HOC 1 15 | HOC 2 12 | ZOL 1 Ki | ZOL 2 12 | MIS 1 8  | MIS 2 7 | NOR 1 13 | NOR 2 14 | ASS 1 6  | ASS 2 4 | BRH 1 9 | BRH 2 13 | LAU 1 14 | LAU 2 7  | NÜR 1 4 | NÜR 2 5  | HOC 1 14 | HOC 2 Ki | 10.      | 67   |
| 2020 | BMW Team RMR        | SPA 1 10 | SPA 2 9  | LAU 1 15 | LAU 2 9  | LAU 1 14 | LAU 2 7 | ASS 1 6  | ASS 2 13 | NÜR 1 10 | NÜR 2 8 | NÜR 1 6 | NÜR 2 10 | ZOL 1 11 | ZOL 2 11 | ZOL 1 4 | ZOL 2 Ki | HOC 1 5  | HOC 2 7  | 11.      | 62   |

† A versenyt nem fejezte be, de helyezését értékelték, mert a versenytáv több, mint 75%-át teljesítette.

### Le Mans-i 24 órás autóverseny
| Év   | Csapat            | Csapattárs                  | Autó            | Kategória | Kör | Összetett Helyezés | Kategória Helyezés |
| ---- | ----------------- | --------------------------- | --------------- | --------- | --- | ------------------ | ------------------ |
| 2021 | United Autosports | Nico Jamin Manuel Maldonado | Oreca 07-Gibson | LMP2      | 75  | Kiesett            | Kiesett            |

### Teljes Európai Le Mans-széria eredménylistája
(Táblázat értelmezése)

(Félkövér: pole-pozícióból indult; dőlt: leggyorsabb kört futott) 

| Év   | Csapat            | Osztály | Kasztni  | Motor                 | 1     | 2     | 3     | 4     | 5     | 6     | Helyezés | Pont |
| ---- | ----------------- | ------- | -------- | --------------------- | ----- | ----- | ----- | ----- | ----- | ----- | -------- | ---- |
| 2021 | United Autosports | LMP2    | Oreca 07 | Gibson GK428 4.2 L V8 | CAT 3 | RBR 7 | LEC 2 | MNZ 2 | SPA 8 | ALG 1 | 2.       | 86   |

*  A szezon jelenleg is zajlik.